# 左师
左師，是中國古代官名，春秋時期為宋國的卿，與右师一起執政。與司馬、司徒、司城、司寇並稱“六师”。前651年，宋襄公即位，以公子目夷为左师；前619年，公子友为左师；前576年，鱼石为左师；向戌曾以左师執政；前520年以後，右、左师之位次於司馬、司徒、司城；前468年，左师位次超過司城，灵不缓为左师。戰國趙國有左師，觸龍擔任左師。